# Glyptobasis denticornis
Glyptobasis denticornis är en insektsart som beskrevs av Douglas E. Kimmins 1949. Glyptobasis denticornis ingår i släktet Glyptobasis och familjen fjärilsländor. Inga underarter finns listade i Catalogue of Life.